# Антонссон, Микаэль
Ми́каэль А́нтонссон (швед. Mikael Antonsson; род. 31 мая 1981, Силльхёвда, Швеция) — шведский футболист, защитник. Выступал за сборную Швеции.

## Карьера

### Клубная
Антонссон начал свою карьеру в клубе АИК (Силльхёвда), уже в подростковом возрасте дебютировав в основной команде. В 1997 году перешёл в клуб «Гётеборг», первое время играл и тренировался в составе молодёжной команды. В Аллсвенскан дебютировал в 2001 году, с 2003 был уже игроком основного состава.
Летом 2004 года перешёл в австрийский клуб «Аустрия» (Вена). В команде отыграл два сезона, однако очень много пропустил из-за частых травм: в чемпионском сезоне 2005/06 сыграл всего в 12 матчах. Тем не менее, помимо чемпионского титула, выиграл с «Аустрией» два Кубка Австрии. В 2006 году Антонссон стал футболистом греческого «Панатинаикоса», который тогда тренировал соотечественник Ханс Бакке, но редко попадал в состав, особенно после отставки Бакке.
Проведя в Греции один сезон, Антонссон вернулся в Скандинавию, заключив контракт на 4 года с датским «Копенгагеном». С командой стал трёхкратным чемпионом Дании, один раз выиграл Кубок, с успехом играл в Лиге чемпионов: в розыгрыше 2010/11 клуб из столицы Дании впервые в истории вышел из группы.
В июне 2011 года перешёл в итальянскую «Болонью», провёл в первом сезоне 28 матчей.

### В сборной
С 2002 года Антонссон выступал за молодёжную сборную Швеции. На молодёжном чемпионате Европы в 2004 году провёл 5 матчей, шведы заняли 4-е место.
Дебютировал в сборной Швеции 22 января 2004 года в матче против сборной Норвегии. Позже играл за сборную нерегулярно: с 2006 года не вызывался в команду на протяжении почти пяти лет, до весны 2011 года.
Антонссон был включён в заявку шведской сборной на чемпионат Европы 2012 года.

## Достижения
«Аустрия»
- Чемпион Австрии: 2005/06
- Обладатель Кубка Австрии (2): 2005, 2006

«Копенгаген»
- Чемпион Дании (5): 2008/09, 2009/10, 2010/11, 2015/16, 2016/17
- Обладатель Кубка Дании (4): 2008/09, 2014/15, 2015/16, 2016/17